# HGST
HGST, Inc.（エイチ・ジー・エス・ティー）は、ウエスタンデジタル傘下にあったハードディスクドライブ (HDD) やストレージ製品のメーカーおよびそのブランド名である。
当初は日立製作所傘下の企業で、社名は「日立グローバルストレージテクノロジーズ」(Hitachi Global Storage Technologies, Inc.) であったが、2012年5月にウェスタン・デジタルの傘下となってからは、同社の略称であった“HGST”が正式な社名となった。
アメリカ合衆国カリフォルニア州サンノゼに本社機能を担う本部を構える。日本法人はウエスタンデジタルテクノロジーズ合同会社（Western Digital Tehchnologies GK）。2022年10月1日に株式会社HGSTジャパン (HGST Japan, Ltd.) から社名変更した。神奈川県藤沢市に拠点を置く。

## 歴史
かつての日立製作所ストレージ事業部内のHDD部門を、会社分割法の適用により分離独立させたのち、日立製作所が2002年に米IBMから買収したHDD事業に統合の上、2002年12月に発足させた会社である。なお、かつての日立製作所ストレージ事業部に存在したストレージ製品の開発・設計・営業部門は主として日立製作所RAIDシステム事業部 (RSD) とエンタープライズサーバ事業部（ESD、現在のITプラットフォーム事業本部の前身）に、組立完成部門は日立コンピュータ機器の子会社「小田原CMS」（現在の日立ストレージマニュファクチャリング〈日立STM〉の前身）にそれぞれ承継され、事業継続している。
発足時の商号は「ストレージテクノロジー株式会社」で、2003年1月1日に商号変更を行い「株式会社日立グローバルストレージテクノロジーズ」（日立GST）となった。発足当初の出資比率は日立から70%、IBMから30%であったが、2005年末にIBMの資本が抜け日立製作所のグループ会社となった。日立製作所が出資していたのは直下に置かれた日立GSTの持株会社（非上場）であったため、厳密には日立製作所からみて孫会社にあたる。
会社発足後、数年間にわたり巨額の赤字を計上し続け、2007年12月30日には小型HDDの製造から撤退などの経営改善を行った結果、2008年3月27日に日立製作所社長の古川は『産経新聞』のインタビューで、HDD事業の黒字化の目処が立ったとし、事業売却や出資受け入れの必要はなく、単体での存続が可能となったとの見通しを示した。
2008年4月17日、再建中のHDD事業に関する説明会を開催、再建の現状と今後の見通しを明らかにした。取締役兼CEOの中西宏明は冒頭、「昨年夏ころから事業売却の噂があった。しかし日立製作所と話し合った結果、我々は自力で経営を立て直すことを決定した」と宣言、自力での再建を継続する意向を示した。
その後、2008年内に営業黒字を達成、その後も好調が続き日立製作所の連結決算にも大いに貢献したことから、2010年11月2日に日立製作所は日立GSTのNASDAQ上場準備を行っていることを発表した。記者会見の席上で、三好副社長は「日立GSTの業績が改善したことや、大規模な投資が必要なことが上場の背景にある。経営スピード向上のためにも株式公開が必要と判断した」と説明した。
しかし、一転して2011年3月7日、日立製作所は、同社100%出資のViviti Technologies Ltd.の全株式を、ウエスタンデジタル (Western Digital Ireland, Ltd.) へ現金35億ドルおよびウエスタンデジタル株2500万株（7億5000万ドル相当）で売却し、ウエスタンデジタルの完全子会社とすることで合意、正式契約を締結したと発表した。
ウエスタンデジタルが日立GSTを統合した後は、日立製作所からウエスタンデジタルへ2名が取締役として就任し、また日立GSTの社長兼最高経営責任者 (President & CEO) のスティーブ・ミリガンは社長 (President) としてウエスタンデジタルの経営陣に加わり（ウエスタンデジタルの社長兼最高経営責任者のジョン・F・コインは最高経営責任者として就任し続ける）、さらに発行済株式総数の10%程度を保有することにより日立製作所がウェスタン・デジタルの筆頭株主となった。
なお、この買収行為によって、日立GSTがウエスタンデジタルより取得したHDD用円板基材製造拠点は、再びウエスタンデジタルに帰属することとなった。ウェスタン・デジタルは過去にIBMに対し、一時的に技術支援を受けていたことがあり、GMRヘッドなどに代表されるIBMの技術の使用権を得て、同社の生産設備にもアクセスしていた。ウエスタンデジタルは日立GST買収を通じ、かつて支援を仰いだ先のIBMから受け継がれてきた英知のすべてをもその手に収めることとなったのである。
2011年5月30日、欧州連合の欧州委員会が、ウエスタンデジタルへの売却について徹底的な調査を開始すると発表した。この調査は本案件のほかに、韓サムスン電子が所有するHDD事業を米シーゲイト・テクノロジーに売却する案件についても実施された。
これら一連の調査により、ウエスタンデジタルへの売却時期は、当初予定されていた2011年9月から同年10月 - 12月期にずれ込むとされていたが、さらに2012年3月までとずれ込むことが発表された。また、ウエスタンデジタルの事業規模拡大に伴って予想される3.5インチHDDの市場寡占化の懸念から、ウエスタンデジタルは各国の独禁当局より設備の一部を売却するよう求められていた。これに対し、ウエスタンデジタルは本買収案件の完了を前提に、自身の保有するコンシューマ向けHDDの製造設備の一部、および同HDD製品群に関わる知的財産、ならびにニアライン（エンタープライズ）向けHDDの製造設備の一部を東芝へ譲渡した上で、東芝より「東芝ストレージデバイス・タイ」（2009年に東芝が富士通より取得し子会社化したHDD生産会社。2011年のタイにおける洪水によって被災し事業休止中だった）を取得する取引を行った。HDD事業においてはもっぱら2.5インチ以下およびエンタープライズ用3.5インチの製品を取り扱ってきた東芝は、この取引によってクライアント・コンシューマ用3.5インチ製品の新たなサプライヤーとなり、世界のHDD市場の全てに進出する足掛かりを整えた。このため一時期はHGSTが製造し、東芝のブランドで販売されている製品も存在した。
最終的に日立GSTの売却は同年3月8日に完了し、「Hitachi Global Storage Technologies, Inc.」から「HGST, Inc.」に商号を変更、日本法人においても日本時間の同年5月7日、「株式会社日立グローバルストレージテクノロジーズ」から「株式会社HGSTジャパン」に商号を変更し、新会社として再スタートを切った。
ウエスタンデジタルは、日立GSTの買収に伴って取得した1 TBプラッタの3.5インチHDDの製造設備、及びウエスタンデジタルの試験設備や知的財産の一部を東芝に譲渡した。HGSTは、設備譲渡まではそれを用いて製品を生産し、譲渡後も引き続き残存設備（一例として500 GBプラッタ及び667 GBプラッタの3.5インチHDD製造設備）で生産していた。
2018年3月15日のウエスタンデジタルの企業ブログにおいてHGSTブランドのドライブ製品を順次ウエスタンデジタルブランドに移管していく方針を表明、HGSTブランドの消滅が示唆された。その後、同年11月末をもってHGSTの公式サイトは閉鎖され、ウェスタン・デジタルのサイトへのリダイレクトがされるようになった。
2022年10月1日、日本法人は前述の通り「ウエスタンデジタルテクノロジーズ合同会社」へ改名した。

## 製品
IBM時代の商標を引き続き使用している。経営主体は日立製作所であったが、事業主体（ハードディスクの開発・製造・販売等）はIBMのものを受け継いでいた。日系メーカーであったにもかかわらず、公式ウェブサイトで発信される内容は日本語版に比べ英語版のほうが充実していた。なおウエスタンデジタルによる完全子会社化に伴い、一部業務がウエスタンデジタルに統合されている。
IBMのマーケットを引き継いだため、日本国外での販売シェアが大きいが、日本においては特にOEM顧客向けの製品で高いシェアを獲得している。サーバ・PC、PC周辺機器（外付HDD等）、PVR (Personal Video Recorder)・STB（セットトップボックス）、録画機能付ハイビジョンテレビ及びそれに付随するリムーバブルメディア（例：iVDRカートリッジ）、HDD内蔵ゲームマシン、通信カラオケ機器等の各業種製品に組み込まれ、消費者/ユーザの手に渡っている。
個人顧客向けの販売形式には2パターンあり、RMA（製造会社による交換保障）がないバルクパッケージ版製品と、HITACHIロゴ入りの化粧箱に梱包されRMA（3年間保証）が付加されたリテールパッケージ版製品とがある。かつて、リテールパッケージ版の販売は国外市場だけで、日本市場ではバルクパッケージ版しか手に入らなかったが、2010年7月に日本市場においてもリテールパッケージ版が発売された。バルクパッケージ版とリテールパッケージ版では型番の名称ルールが異なる。
2009年、Googleが使用しているサーバの内部写真が公開され、日立GSTのHDDを使用していることが分かった。
2011年12月、業界で初めて4 TBの記憶容量を持つ3.5インチ内蔵ドライブ「Deskstar 5K4000」、および同製品を採用した外付ドライブ「Touro Desk/Touro Desk Pro」を発表。3.5インチ/4TBのHDD自体は米シーゲイト・テクノロジー社が業界で初めて製品化したが、内蔵ドライブではなく外付ドライブとしての販売にとどまった。また同製品は日本の電気用品安全法に基づくPSEマークを取得しておらず日本国内での販売が認められていない。
2012年5月15日、2.5インチ「CinemaStar」シリーズ3製品を発表。7,200回転、7mm Z-height、500 GB円板1枚構成の製品は業界初となる。
2012年5月30日、iVDR規格に準拠したカートリッジ型HDDの新製品「iS1000」（記憶容量1 TB, SAFIA対応）、同「iP1000」（記憶容量1 TB, SAFIA非対応）を発表。また「iP1000」が1台付属するUSB対応アダプター「iP1000Z1」（バスパワー駆動対応）、同4連装USB対応アダプター「iP1000X4」（バスパワー駆動非対応）も同時発表された。iVDRカートリッジは長らくその記憶容量が500 GBで頭打ちとなっており、2010年中に1 TBに到達するとしていたかつてのロードマップから遅れること2年、ようやく製品発表にこぎつけた。本製品群の発売によって日立製ハイビジョンテレビWoooやアイ・オー・データ製RECBOXのユーザーの利便性向上も期待される。
2012年6月7日、平成24年度全国発明表彰において「垂直磁気記録媒体の発明」が内閣総理大臣発明賞を授与されたことを発表。
- 内蔵ドライブ
  - Ultrastar - SCSI/FC/SAS/SATA。ハイスペックワークステーション、各種サーバ、ディスクアレイシステム、ストレージシステム向け。内蔵ドライブ製品としては本ブランドのみウエスタンデジタルでも使用される。
  - Deskstar - 3.5インチSATA。PATAモデルは流通在庫限りで終了。
  - Travelstar - 2.5インチSATA。PATAモデルは流通在庫限りで終了。Z-height 7mmの製品にはTravelstar Zのサブネームが付されている。
  - Endurastar - 2.5インチSATA/PATA、車載向け。厳しい温度・高度の変化に対応。
  - Microdrive - 1インチ（コンパクトフラッシュサイズ）。生産は終了している。
  - CinemaStar - 2.5/3.5インチSATA。超低騒音・低発熱・広範な動作温度範囲を特長とする。HDDレコーダや録画機能内蔵テレビ等のCE（コンシューマ エレクトロニクス）や、ビデオ監視装置などへの組込み用途向けに提供される製品であり、ランダムアクセス性能に比べシーケンシャルライト性能により重きを置いた設計となっている。徹底した省電力設計により、組込み先製品の消費電力削減に寄与する。省電力性とリードライト性能、静音性を高次元でバランスさせるべくディスク回転数を緻密に制御するCoolSpinテクノロジ、データストリーミング速度を最適化しながら同一システム内でのストリーミングアプリケーションとベストエフォートタスクを処理するSmoothStreamテクノロジなどの独自特長技術を搭載。

- 外付ドライブ - Hitachi X-Mobile Drive、LifeStudioシリーズ、Touroシリーズ、Hitachi XL Desk 以外は日本市場には未導入。
  - Hitachi X-Mobile Drive
  - SimpleTough
  - SimpleDrive
  - SimpleDRIVE MINI
  - Signature Mini
  - LifeStudioシリーズ
    - LifeStudio Mobile/Mobile Plus（Graphite色のみ。Platinum色は日本市場未導入）
    - LifeStudio Desk/Desk Plus（同上）

  - [re] Drive - 本体エンクロージャーに竹素材が使われているのが特徴。
  - Hitachi XL Desk
  - ProDriveシリーズ
    - Duo ProDrive Quad
    - Duo ProDrive
    - ProDrive

  - SimpleDrive Rev3
  - Touroシリーズ
    - Touro Desk Pro
    - Touro Desk
    - Touro Mobile Pro
    - Touro Mobile

  - G-Technologyシリーズ（2009年の米Fabrik社買収後より展開）
    - G DRIVE - FireWire800/400、USB、eSATAによる多彩な接続方法と最大4TBの大容量
    - G DRIVE slim - 同社製7mmハイトHDD「Travelstar Z」シリーズを採用したスーパースリム・モデル
    - G DRIVE mini - 2.5インチ/7200 rpm HDD採用によるコンパクト筐体と最大1 TBの大容量を両立
    - G DRIVE mobile - Macintoshユーザーを意識したデザイン、HFS+フォーマット済み

## 競合企業
- シーゲイト・テクノロジー
  - コナー・ペリフェラル - 1996年、シーゲイトにより買収された
  - サムスン電子 - 2011年、シーゲイトにハードディスク事業を売却
  - マックストア - 2006年、シーゲイトにより買収された
    - MiniScribe - 1990年倒産、マックストアが資産を取得
    - クアンタム - 2001年、マックストアにハードディスク事業を譲渡
- 東芝デバイス&ストレージ - 東芝のHDD事業と富士通のHDD事業とを統合し設立された東芝ストレージデバイスをルーツにもつ[25]、2012年にウェスタン・デジタルからHGSTの設備の一部等を取得
  - 富士通 - 2009年、東芝へハードディスク事業を売却